# Íñigo Manrique de Lara y Quiñones
Íñigo Manrique de Lara y Quiñones (?,? - Còrdova, 1 de març de 1496) va ser un religiós castellà, bisbe de Lleó (1484-1485) i de Córdova (1485-1496) i inquisidor general coadjutor (1494-1496). No s'ha de confondre, com afirma Manuel Risco que va passar a nombrosos catàlegs episcopals antics, amb el seu oncle Íñigo Manrique de Lara, que va arribar a ser arquebisbe de Sevilla.
Membre de la Casa de Lara, va ser fill de Pedro Manrique de Lara, primer senyor de Valdescaray, i d'Isabel de Quiñones. Va ser bisbe de Lleó entre 1484 i 1485; els Reis Catòlics el van enviar com a ambaixador a Portugal després de l'empresonament del duc de Viseu, però a la seva arribada a la cort de Joan II de Portugal, el duc havia mort, i el bisbe només va poder consolar en nom dels monarques a la infanta Beatriu, mare del difunt. Manrique de Lara va ser promogut a bisbe de Còrdova per petició expressa dels reis a Innocenci VIII, que va accedir per tal de no disgustar als monarques, que sempre havien actuat amb zel d'estendre la religió catòlica. Va ser forta la presència dels monarques a la ciutat de Còrdova durant aquest temps, i en tot cas el bisbe va fer les funcions que requeria el seu càrrec. A finals de juny de 1487, va passar a formar part de la comissió de reforma de l'observança monàstica al regne, juntament amb els bisbes d'Àvila, Segòvia i Lleó. El 1494, el papa Alexandre VI el va nomenar inquisidor general, juntament amb quatre bisbes més, com a coadjutor de Tomás de Torquemada, aleshores ja d'avançada edat, i va donar la mateixa jurisdicció i poders als nous inquisidors nomenats. Només restaria dos anys en aquest càrrec, perquè va morir l'1 de març de 1496; el seu cos va ser enterrat a la catedral de Còrdova.